# Wu Jiaxin
Wu Jiaxin, född 28 februari 1997, är en kinesisk bågskytt. Hon deltog vid olympiska sommarspelen 2016 och olympiska sommarspelen 2020.